# Ezra Mishan
Ezra Joshua Mishan (Manchester, 1917 - 22 september 2014)) was een Brits econoom die vooral bekend werd met zijn boek The cost of economic growth (1967) (De welvaart wordt duur betaald). 
Daarin berekent hij dat een toename van het bruto nationaal product niet zonder kosten of schadelijke nevenposten is.  Anderen hebben daaruit afgeleid dat de echte groei van de welvaart iets heel anders is dan de groei van de economie.
Van 1956 tot 1970 onderwees hij aan de London School of Economics.

## Werken
- (en)  The Chicago School of Political Economy

- Bibsys: 90076457
- Biblioteca Nacional de España: XX985771
- Bibliothèque nationale de France: cb12332664z (data)
- Catàleg d'autoritats de noms i títols de Catalunya: 981058517751406706
- CiNii: DA00329414
- Gemeinsame Normdatei: 12874605X
- International Standard Name Identifier: 0000 0001 0861 243X
- Library of Congress Control Number: n80044509
- Bibliotheek van het Japanse parlement: 00450184
- Nationale Bibliotheek van Tsjechië: kup19940000065972
- Nationale bibliotheek van Australië: 35282396
- Nationale Bibliotheek van Israël: 987007271764805171
- Nationale en Universitaire bibliotheek Zagreb: 000464610
- Nederlandse Thesaurus van Auteursnamen: 069108080
- LIBRIS: 231989
- SNAC: w6sp61cg
- Système universitaire de documentation: 032263198
- Trove: 896289
- Virtual International Authority File: 81701
- WorldCat: E39PBJmhQHvwrJWBgPhJtCqCwC